# Estadio San Filippo-Franco Scoglio
El Estadio San Filippo-Franco Scoglio es un estadio de fútbol ubicado en la ciudad de Mesina, región de Sicilia, Italia. El estadio inaugurado en 2004, posee una capacidad para 38.722 personas y es la sede del Associazioni Calcio Riunite Messina de la Serie C Italiana.
El estadio toma su nombre de la zona de Messina en la que se encuentra, la Contrada San Filippo. A esto se suma la dedicatoria al entrenador Franco Scoglio (1941-2005), decretada por la administración municipal el 13 de febrero de 2016.

## Historia
Las obras de construcción comenzaron en enero de 1991, pero, tras la quiebra del Messina en 1993, permanecieron paralizadas durante muchos años, para luego reanudarse en 2000 y finalizar justo a tiempo para el inicio de la temporada 2004-05, que vio el regreso de Messina a la Serie A. La instalación, que inicialmente tenía una capacidad aprobada de 40.200 espectadores, fue inaugurada oficialmente el 17 de agosto de 2004 con un partido amistoso entre Messina y Juventus, frente a más de 38.000 espectadores, que terminó con una victoria para los bianconeri gracias a un gol de Emerson.
A partir de esa fecha, el estadio sustituyó al estadio Giovanni Celeste como sede del club peloritano: el primer partido oficial disputado en el San Filippo, fue el 22 de agosto de 2004, válido para la Copa Italia, vio al Messina imponerse al Acireale por 4-0, con goles de Riccardo Zampagna, Alessandro Parisi, Atsushi Yanagisawa y Rafael Pereira da Silva.

### Descripción
El estadio, de diseño moderno, está construido en una zanja: parte de la estructura está situada por debajo del nivel natural del terreno. La cavea tiene forma semielíptica en su parte norte y en las alas oeste y este: la curva sur, sin embargo, es diferente y está situada dentro de un gran edificio de servicios.

### Partidos internacionales
El estadio San Filippo fue sede de un partido amistoso de la Selección de fútbol de Italia, disputado el 17 de noviembre de 2004 contra Finlandia y que finalizó con un resultado de 1-0 a favor de los azzurri.

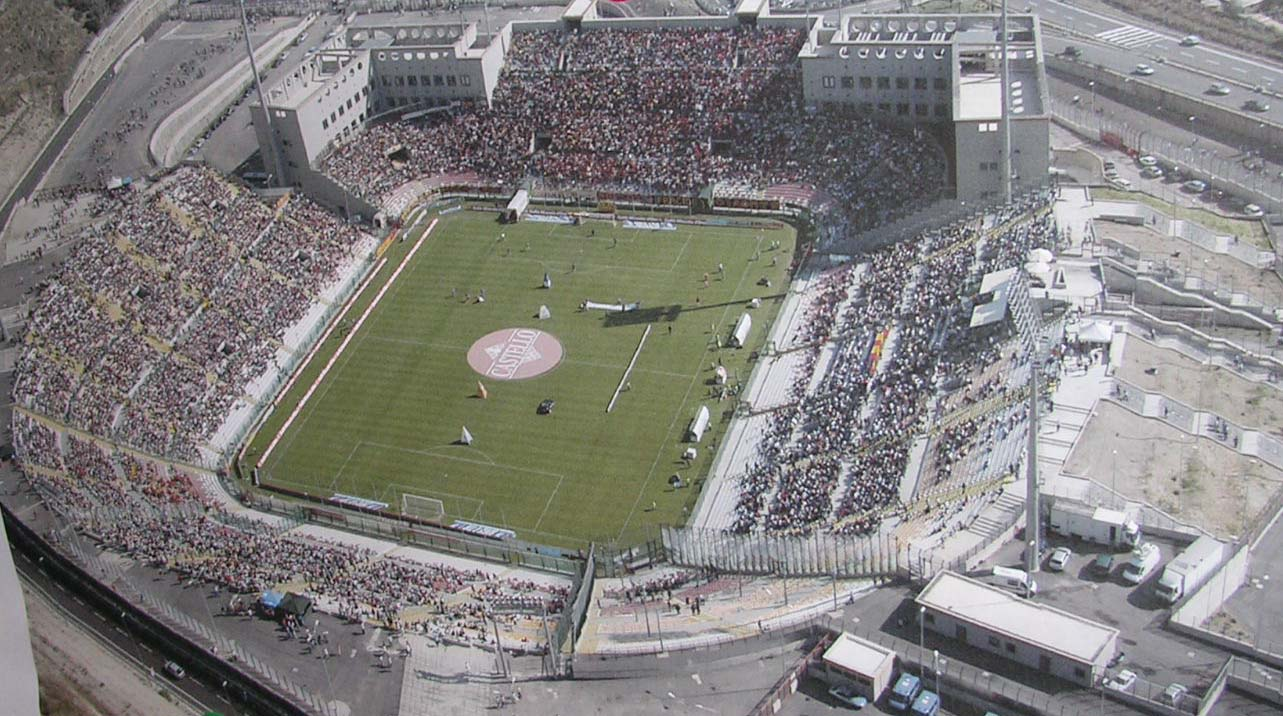
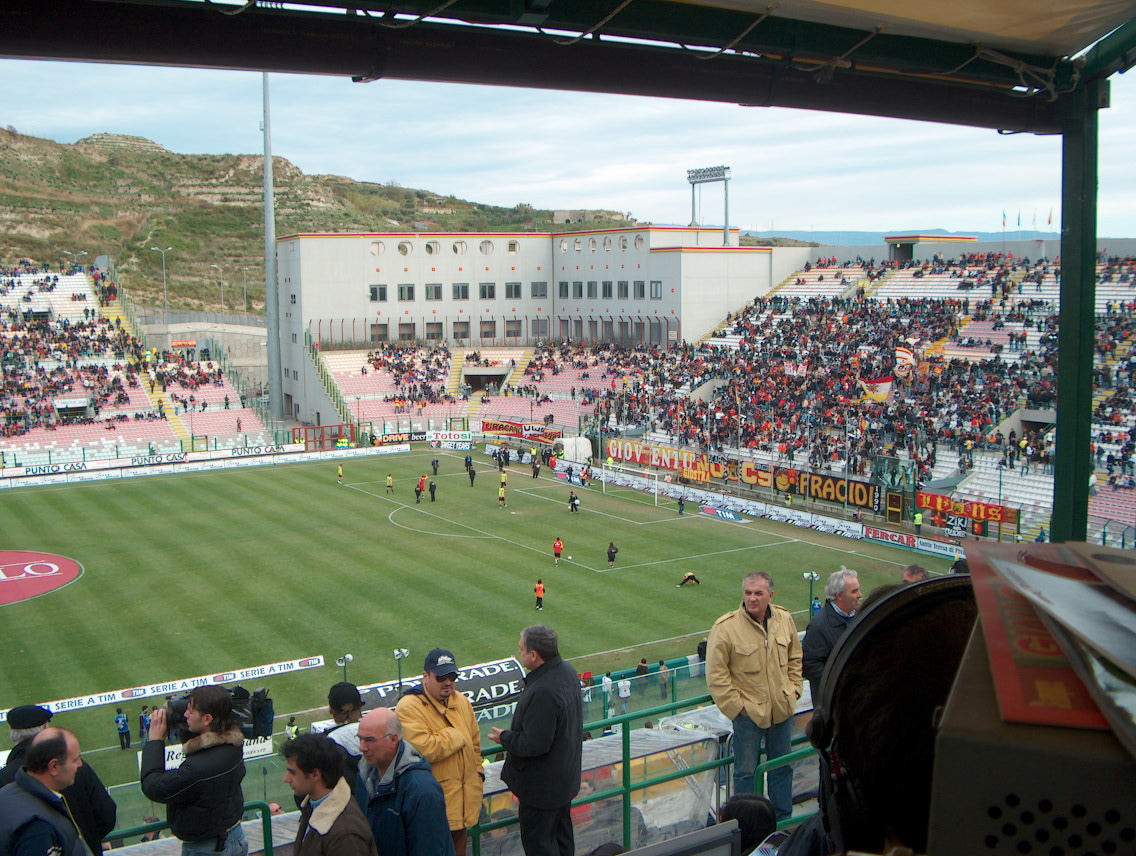